# Puertas de andén

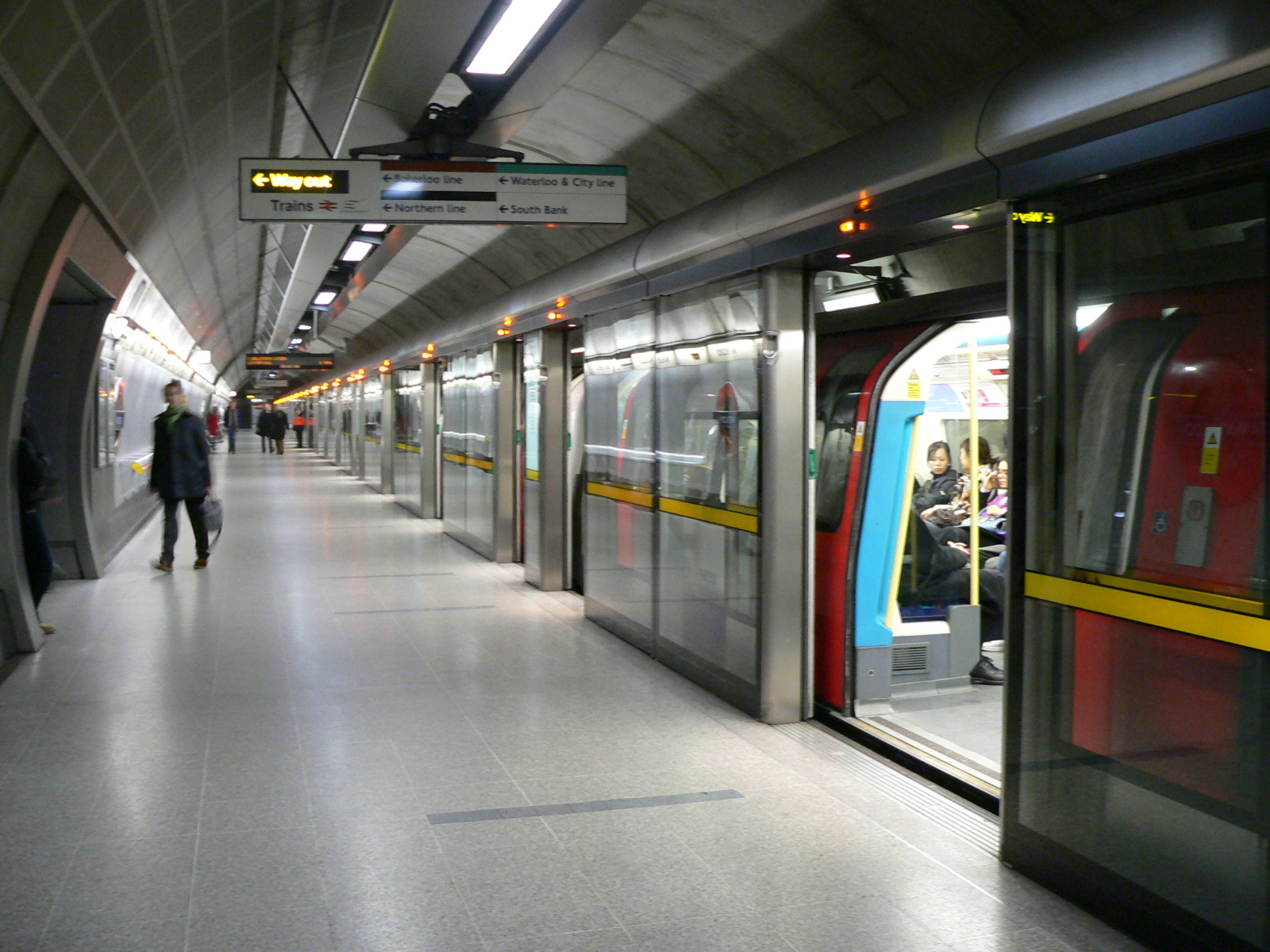
Puertas de andén en la línea Jubilee del metro de Londres.

Las puertas de andén son unas mamparas situadas en el borde de un andén, que protegen la caja de vía, y que tienen unas puertas sincronizadas con las del tren por las que se ingresa a él. Se utilizan principalmente en las estaciones de metro, pues presentan dificultades técnicas en otro tipo de ferrocarriles. Se trata de una medida de seguridad relativamente nueva, tanto en su instalación en líneas de nueva construcción como la adaptación de líneas ya construidas. Se utilizan en líneas de metros como los de Tokio, Kioto, Seúl, Hong Kong, Londres, Pekín, Shanghái, Singapur, Sevilla, Copenhague, Barcelona, París, San Petersburgo, Lima o Santiago.

## Funcionamiento

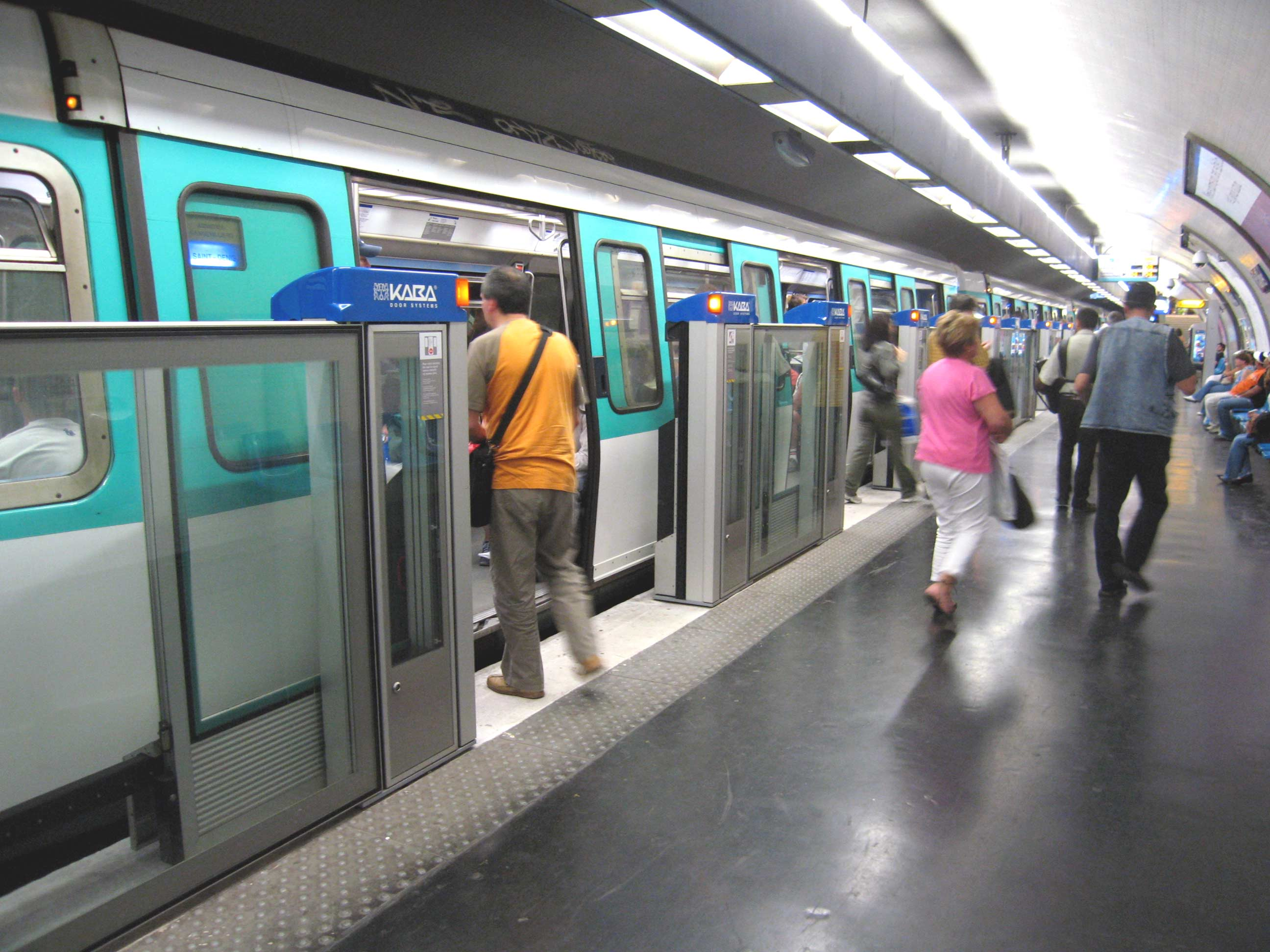
Puertas de andén de media altura en la línea 13 del metro de París.

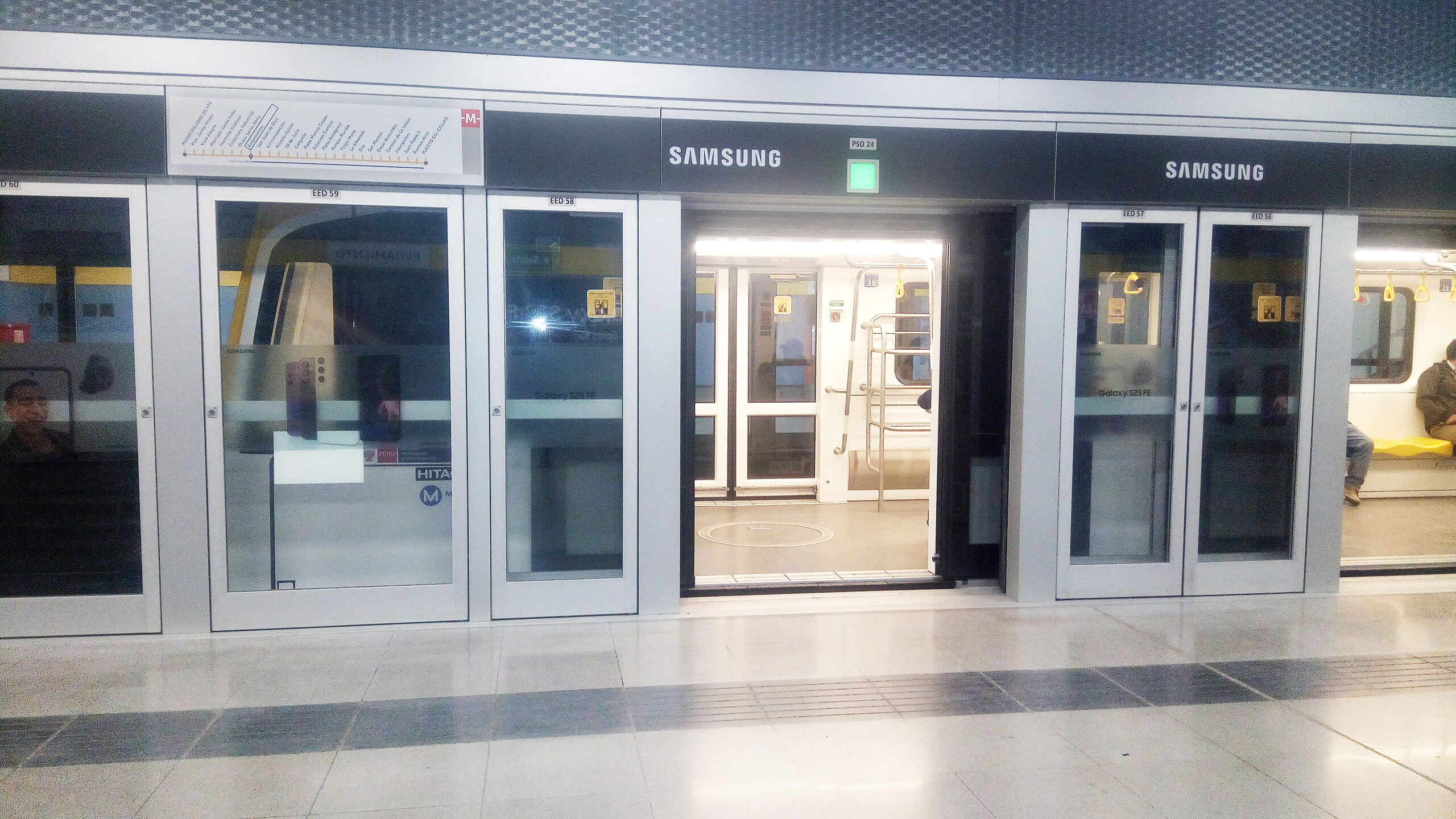
Puertas de andén de altura completa en la línea 2 del metro de Lima, su estructura es protección contra suicidios, permite un buen flujo de aire acondicionado y no se ven los cables eléctricos de la catenaria.

En algunas líneas las puertas de andén son de altura completa, desde el suelo hasta el techo de la estación, mientras que en otras líneas llegan a media altura. Los trenes tienen que parar siempre en el mismo punto del andén, lo que se garantiza utilizando balizas de parada o sistemas de conducción como el ATO. Una vez detenido el tren, tanto sus puertas como las del andén se abren al unísono automáticamente, como las puertas de caja y de planta de un ascensor. La fiabilidad en la sincronización del proceso es esencial para que el sistema sea seguro.
Estas puertas permiten a:
- Prevenir suicidios y asesinatos, al no poder caer personas en la vía
- Reducir el peligro de arrastre o impacto, especialmente de los trenes que pasan a alta velocidad
- Mejorar el control climático de la estación (calefacción, ventilación, y aire acondicionado son más efectivos cuando la estación está físicamente aislada del túnel)
- Aumentar la seguridad, al no poder entrar en los túneles nadie ajeno al personal de la compañía
- Reducir costes utilizando un sistema de trenes sin conductor, algunos de los cuales requieren de puertas de andén
- Evitar que los usuarios arrojen basura a la vía

La implantación de este sistema en otros sistemas de ferrocarril es complejo, pues los trenes que lo utilizan tienen que ser compatibles con el sistema y viceversa, y en una red de ferrocarril convencional circulan trenes de varios tipos.

## Uso

### Brasil

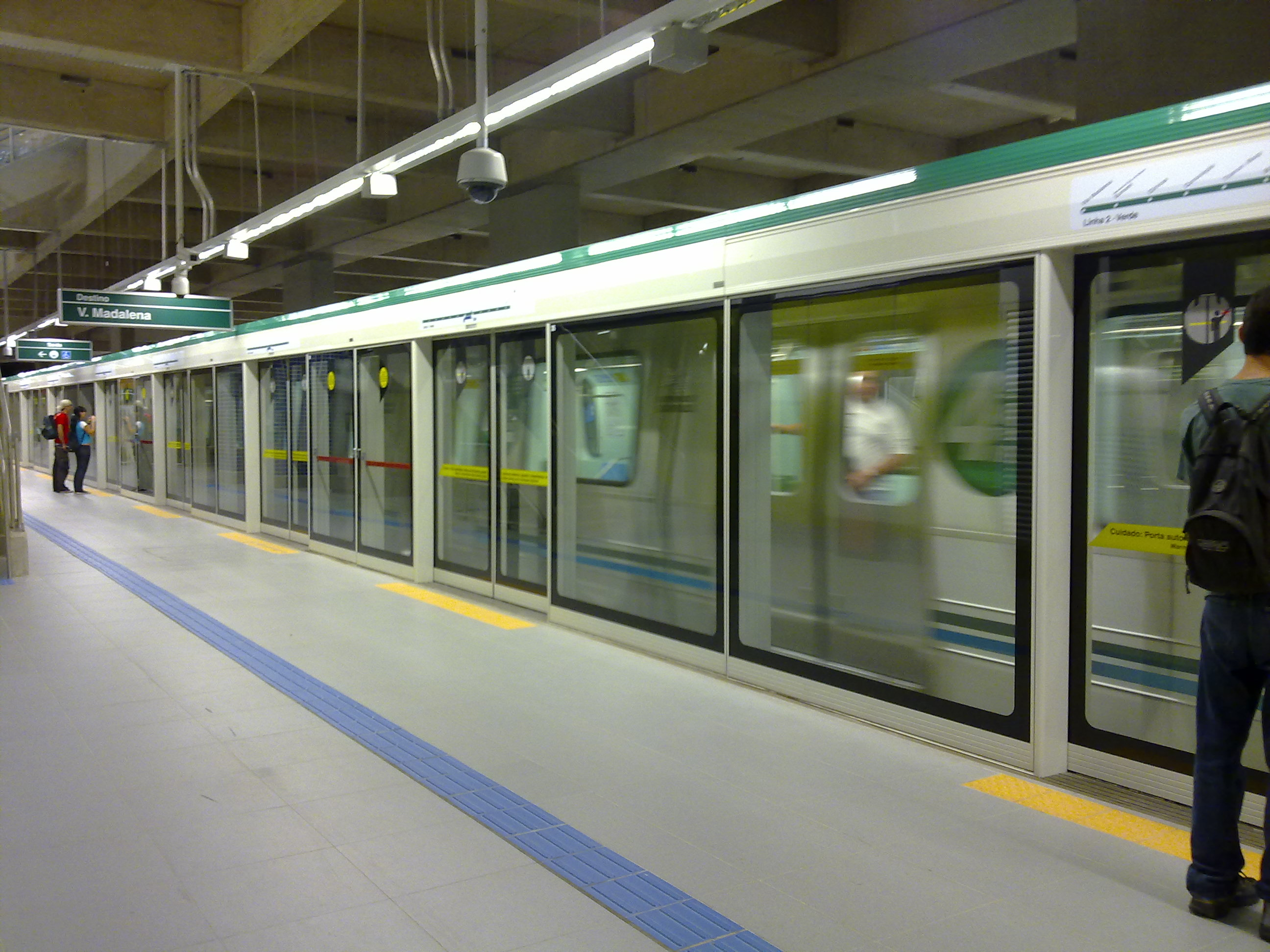
La Estacion Sacomã de la Línea 2 del Metro de São Paulo, inaugurada en 2010, introdujo las puertas de andén en Brasil y fue considerada la más moderna de América Latina.

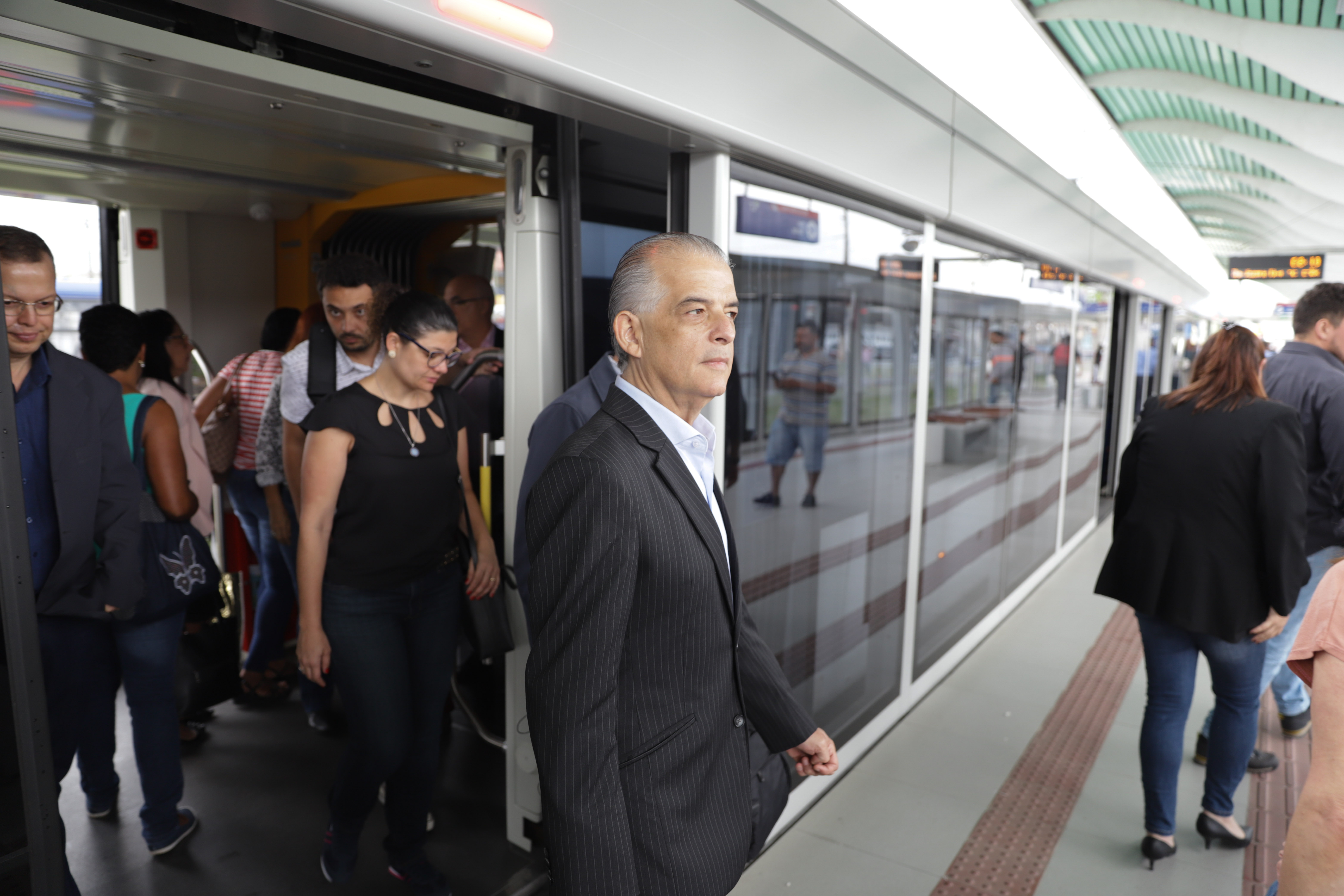
Puertas de andén del Tren Ligero de Santos, en Brasil

El Metro de São Paulo tiene puertas de andén desde 2010, año en que se inauguró la Estación Sacomã, cuando esta fue considerada la más moderna estación de metro de América Latina. Desde 2022 todas las líneas del Metro de Sao Paulo disponen de puertas de andén: las líneas 4 - Amarilla, 5 - Lila y 15 - Plata disponen de dicho aparato en todas sus estaciones, mientras que las líneas 1, 2 y 3 poseen puertas de andén operativas en algunas y otras en proceso de instalación.
El people mover del Aeropuerto Internacional Salgado Filho, en la ciudad de Porto Alegre, posee puertas de andén desde su apertura en 2013.
El sistema de Tren Ligero de la ciudad de Santos posee puertas de andén desde 2016.

### Estados Unidos y Canadá
En la ciudad de Nueva York, la Autoridad Portuaria de Nueva York y Nueva Jersey utiliza las plataformas para todas las estaciones del AirTrain JFK. Hay también varias estaciones planeadas para el metro de Nueva York que tendrán este tipo de plataformas. Entre esos proyectos se encuentran la extensión de la línea 7, y la línea de la Segunda Avenida.
Los sistemas automáticos para mover personas de varios de los aeropuertos estadounidenses y canadienses también usan este tipo de plataformas, así como el monorriel de Las Vegas.

### Chile

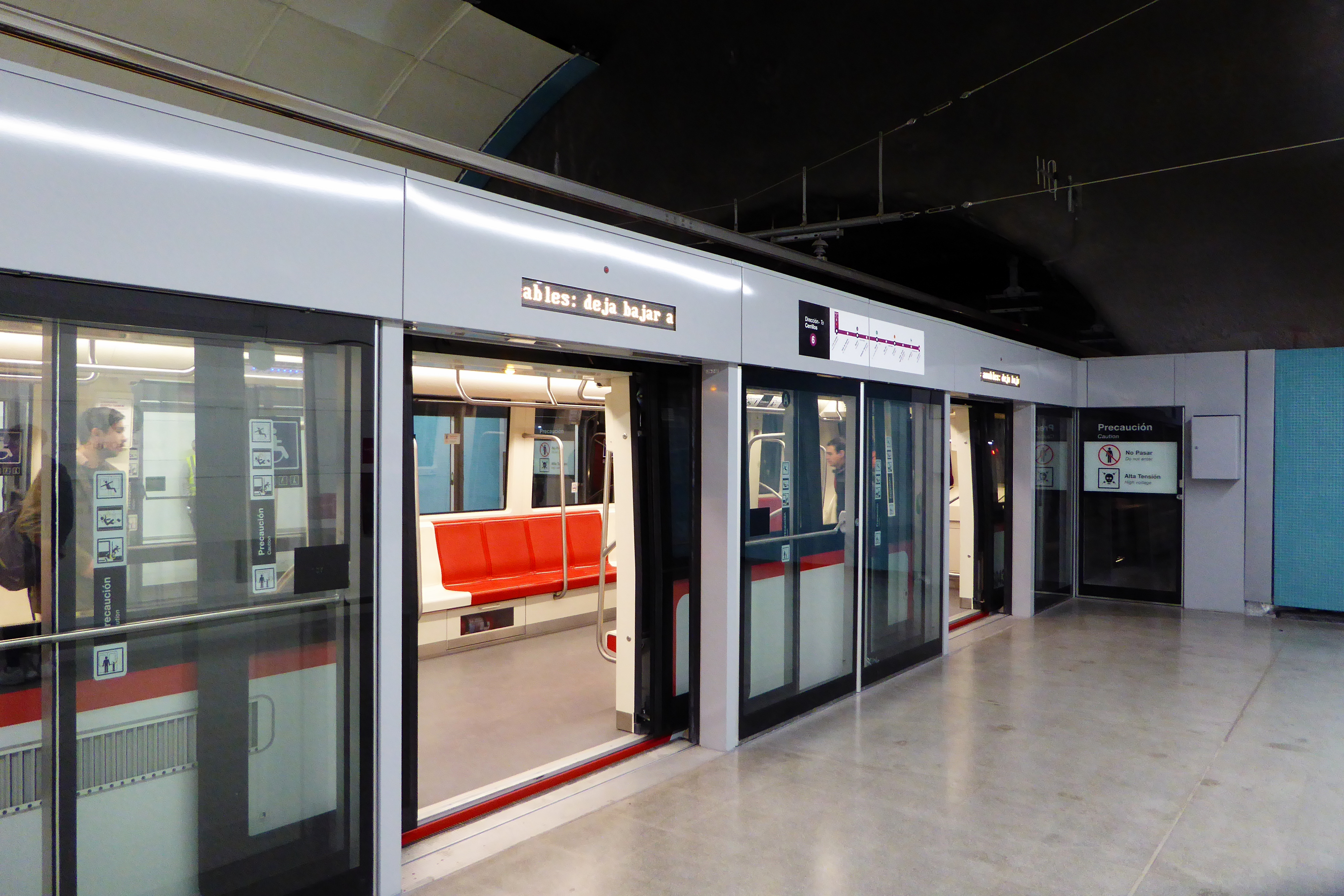
La Línea 6 del Metro de Santiago, inaugurada en noviembre de 2017, introdujo las puertas de andén en Chile y convirtiéndola en una de las más modernas de América Latina.

En el Metro de Santiago se implementó en todas las estaciones de las línea 6, inaugurada en 2017 y en la línea 3, inaugurada el 22 de enero de 2019.

### España

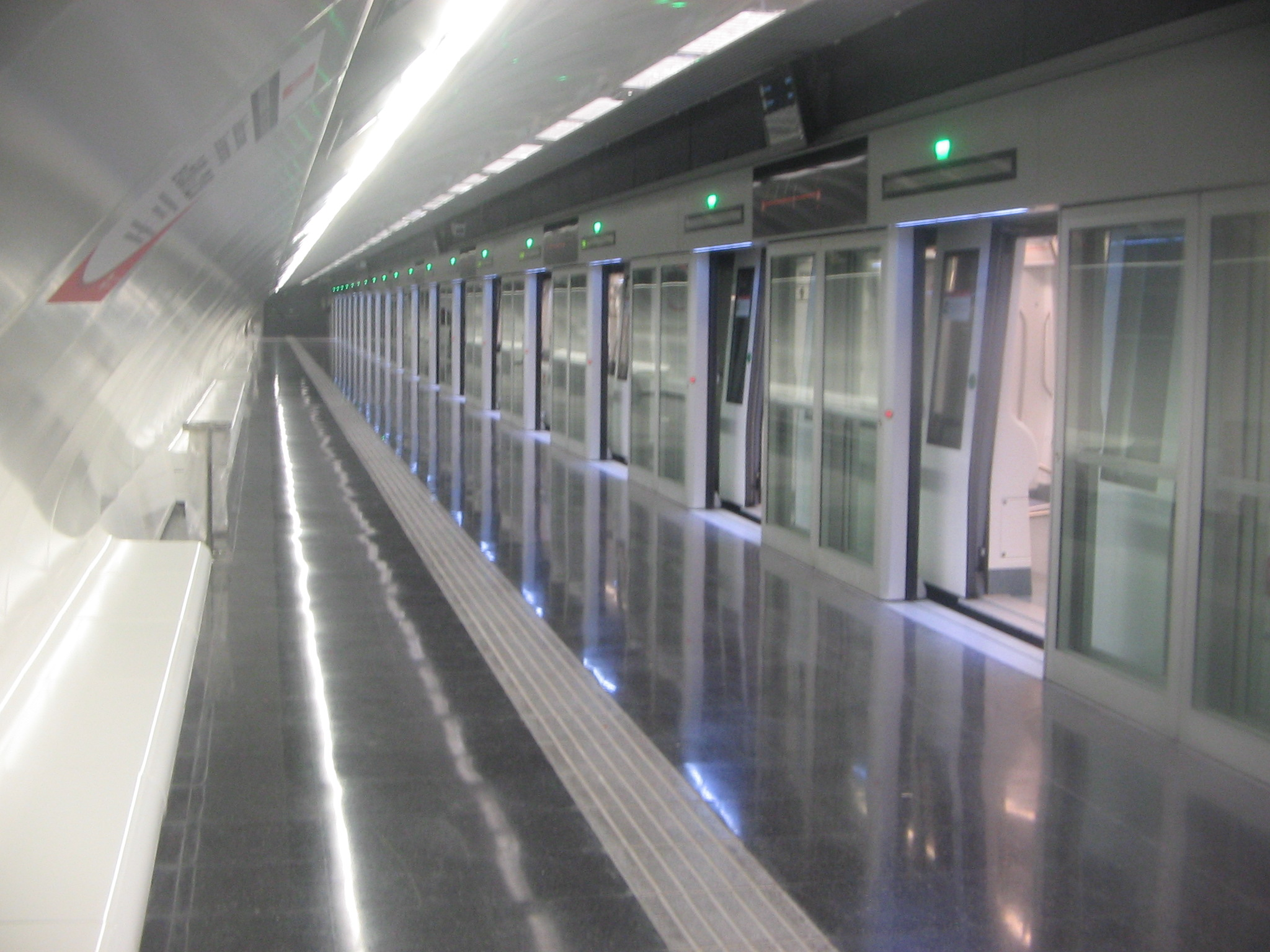
Estación de la Línea 9 del Metro de Barcelona con las "Puertas de andén" o "Mamparas de seguridad.

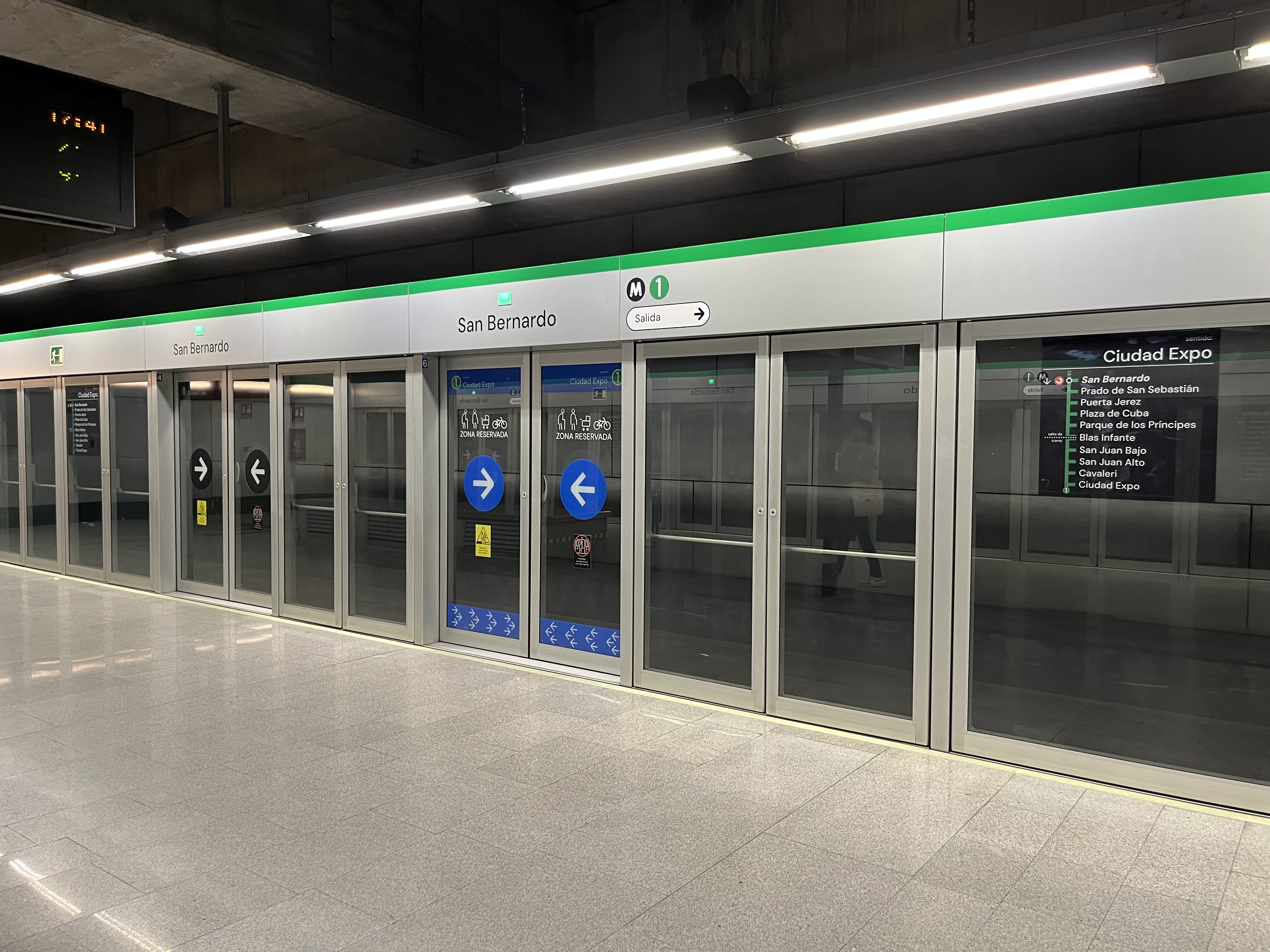
Puertas de andén en la estación de San Bernardo del metro de Sevilla.

En el Metro de Barcelona están totalmente implantadas en las líneas L9, L10 y L11, y en la estación de Provenza de las líneas L6 y L7. Los metros de Sevilla y Granada han sido diseñados desde un primer momento con puertas de andén. Metro de Madrid realizó estudios de implementación en la Línea 12 (solo en la población de Leganés), y se instalarán a partir de 2026 en la Línea 6.

### Japón
Los sistemas de metro en Tokio, Sapporo, Sendai, Fukuoka, Osaka, Nagoya, Yokohama, y Kioto tiene puertas de andén en algunas estaciones. En el metro de Tokio, las puertas de andén fueron introducidos en 1991 cuando la línea Namboku comenzaron operaciones.

### Venezuela
En el Metro de Los Teques  están implantadas en la línea 2. En el Metro de Caracas se está estudiando para poderlas colocar, la primera línea que la tendrá será la Línea 5. En el Cabletren esta totalmente implantadas.

### Perú
El Metro de Lima y Callao implementó este sistema en la Línea 2 desde su apertura el 21 de diciembre de 2023 y lo implementará en el tramo 1 de la Línea 4; ambos forman parte de un proyecto que actualmente sigue en construcción.[cita requerida]

## Accidentes
El 15 de julio de 2007 en el metro de Shanghái una de las plataformas provocó un accidente cuando un hombre trató de forzarla para entrar en un tren lleno de pasajeros en la estación Shanghái Indoor Stadium, pero no pudo. Cuando las puertas cerraron, se quedó atrapado entre la mampara y el tren, que partió hacia la siguiente estación. El hombre falleció.